# Igon
Igon is een gemeente in het Franse departement Pyrénées-Atlantiques (regio Nouvelle-Aquitaine). De plaats maakt deel uit van het arrondissement Pau. Igon telde op 1 januari 2022 1.008 inwoners.

## Geografie
De oppervlakte van Igon bedroeg op 1 januari 2022 5,33 vierkante kilometer; de bevolkingsdichtheid was toen 189,1 inwoners per km².

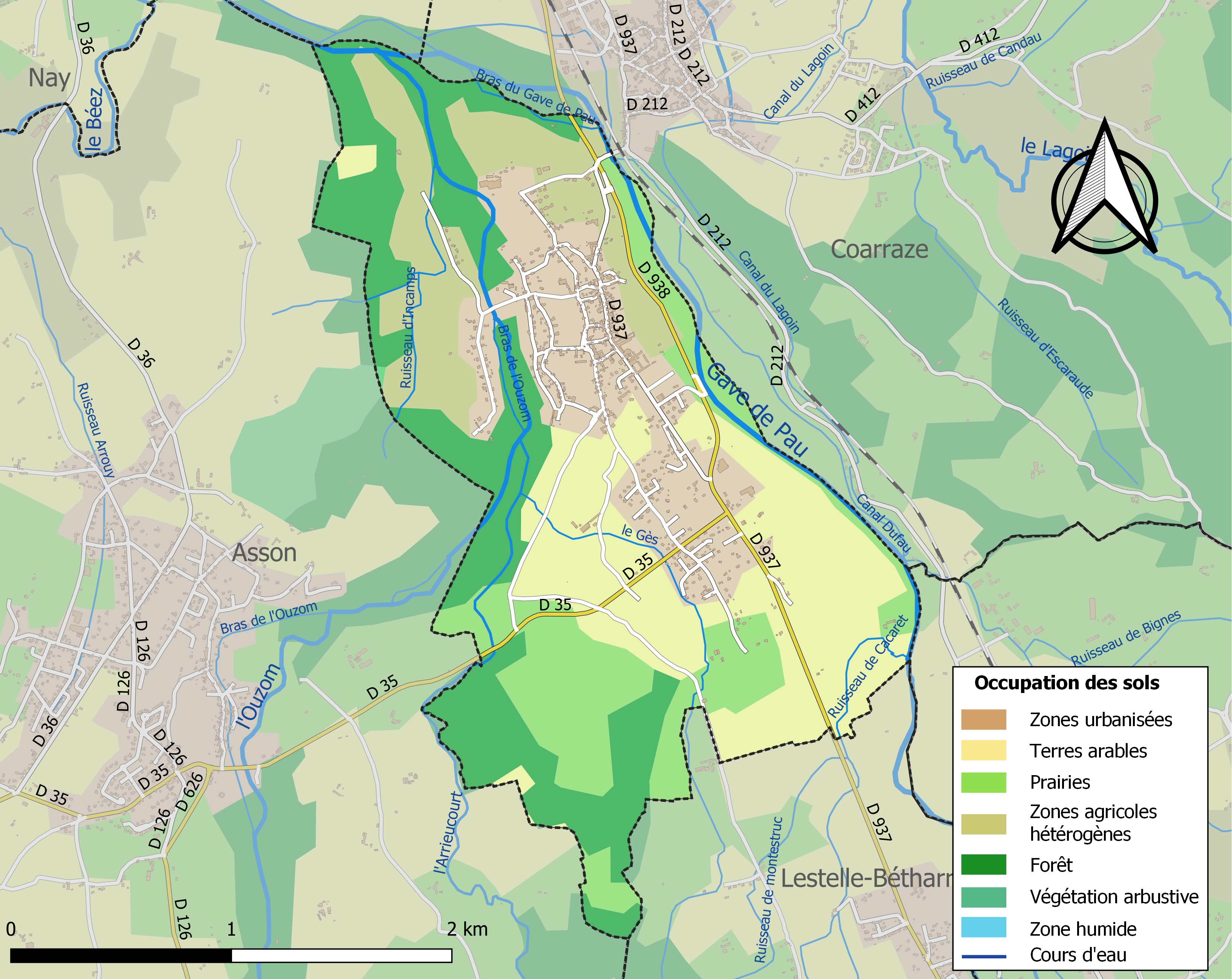
Kaart van de gemeente met belangrijkste infrastructuur, bodemgebruik en omliggende gemeenten

## Demografie
Onderstaande figuur toont het verloop van het inwonertal (bron: INSEE-tellingen).